# Philoliche
Philoliche är ett släkte av tvåvingar. Philoliche ingår i familjen bromsar.

## Dottertaxa tillPhiloliche, i alfabetisk ordning[1]
- Philoliche acutipalpis
- Philoliche adjuncta
- Philoliche aethiopica
- Philoliche alternans
- Philoliche amboinensis
- Philoliche andrenoides
- Philoliche angolensis
- Philoliche angulata
- Philoliche armigera
- Philoliche atricornis
- Philoliche auricoma
- Philoliche basalis
- Philoliche bazini
- Philoliche bazinis
- Philoliche beckeri
- Philoliche bicingulata
- Philoliche bivirgulata
- Philoliche brachyrrhyncha
- Philoliche bracteata
- Philoliche brazi
- Philoliche bricchettii
- Philoliche brincki
- Philoliche bubsequa
- Philoliche bukamensis
- Philoliche buxtoni
- Philoliche caffra
- Philoliche candidolimbata
- Philoliche carpenteri
- Philoliche castaneiventer
- Philoliche chaineyi
- Philoliche chrysopila
- Philoliche chrysostigma
- Philoliche coetzeei
- Philoliche comata
- Philoliche compacta
- Philoliche concitans
- Philoliche crassipalpis
- Philoliche discincta
- Philoliche discors
- Philoliche dissimilis
- Philoliche distincta
- Philoliche dorsalis
- Philoliche dubiosa
- Philoliche elegans
- Philoliche elongata
- Philoliche flava
- Philoliche flavipes
- Philoliche flavitibialis
- Philoliche fodiens
- Philoliche formosa
- Philoliche fuscanipennis
- Philoliche fuscinervis
- Philoliche gravoti
- Philoliche gulosa
- Philoliche haroldi
- Philoliche hastata
- Philoliche infusca
- Philoliche ingrata
- Philoliche inornata
- Philoliche irishi
- Philoliche korosicsomana
- Philoliche lateralis
- Philoliche lautissima
- Philoliche lineatithorax
- Philoliche littoralis
- Philoliche londti
- Philoliche longirostris
- Philoliche macquartiana
- Philoliche magrettii
- Philoliche makueni
- Philoliche malindensis
- Philoliche marrietti
- Philoliche medialis
- Philoliche melanopyga
- Philoliche morstatti
- Philoliche neavei
- Philoliche neocaledonica
- Philoliche nigra
- Philoliche nigripes
- Philoliche nitida
- Philoliche niveibasis
- Philoliche nobilis
- Philoliche oldroydi
- Philoliche omanensis
- Philoliche oreophila
- Philoliche ovambo
- Philoliche ovazzai
- Philoliche palustris
- Philoliche pamelae
- Philoliche pennata
- Philoliche penrithorum
- Philoliche peringueyi
- Philoliche pollinia
- Philoliche praeterita
- Philoliche quinquemaculata
- Philoliche ricardoae
- Philoliche rodhaini
- Philoliche rondani
- Philoliche rostrata
- Philoliche rubiginosa
- Philoliche rubramarginata
- Philoliche rueppellii
- Philoliche sagittaria
- Philoliche schwetzi
- Philoliche semilivida
- Philoliche senex
- Philoliche silverlocki
- Philoliche similima
- Philoliche speciosa
- Philoliche spiloptera
- Philoliche stuckenbergi
- Philoliche suavis
- Philoliche subfascia
- Philoliche taprobanes
- Philoliche tendeiroi
- Philoliche tertiomaculata
- Philoliche tumidifacies
- Philoliche turpis
- Philoliche varipes
- Philoliche verventi
- Philoliche virgata
- Philoliche vittata
- Philoliche zernyi
- Philoliche zonata